# 加藤到
加藤 到（かとう いたる、1958年（昭和33年） - ）は、日本の映像学者、映像作家、映画監督、東北芸術工科大学教授、特定非営利活動法人山形国際ドキュメンタリー映画祭理事。山形県鶴岡市出身。

## 略歴
- 1958年（昭和33年）、山形県鶴岡市に生れる。
- 1977年（昭和52年）3月、東京都立駒場高等学校卒業。
  - 4月、和光大学人文学部芸術学科に入学する。
  - イメージフォーラム付属映像研究所で映像を学ぶ。
- 1991年（平成3年）、16ミリ短編映画『SPARKLING』で、ハンガリー・レティナ国際映画祭の、シゲトヴァール市長賞を受賞。
- 東北芸術工科大学映像学科教授